# Gran Premi de França del 1979
Resultats del Gran Premi de França de Fórmula 1 de la temporada 1979, disputat al circuit de Dijon-Prenois l'1 de juliol del 1979.

## Resultats
| Pos | No | Pilot                 | Equip                | Voltes | Temps/ Retirada | Pos. de sortida | Punts |
| --- | -- | --------------------- | -------------------- | ------ | --------------- | --------------- | ----- |
| 1   | 15 | Jean-Pierre Jabouille | Renault              | 80     | 1h 35' 20. 42   | 1               | 9     |
| 2   | 12 | Gilles Villeneuve     | Ferrari              | 80     | + 14.59 s       | 3               | 6     |
| 3   | 16 | René Arnoux           | Renault              | 80     | + 14.83 s       | 2               | 4     |
| 4   | 27 | Alan Jones            | Williams - Ford      | 80     | + 36.61 s       | 7               | 3     |
| 5   | 4  | Jean-Pierre Jarier    | Tyrrell - Ford       | 80     | + 1' 04.51 min. | 10              | 2     |
| 6   | 28 | Clay Regazzoni        | Williams - Ford      | 80     | + 1' 05.51 min. | 9               | 1     |
| 7   | 11 | Jody Scheckter        | Ferrari              | 79     | + 1 Volta       | 5               |       |
| 8   | 26 | Jacques Laffite       | Ligier - Ford        | 79     | + 1 Volta       | 8               |       |
| 9   | 20 | Keke Rosberg          | Wolf - Ford          | 79     | + 1 Volta       | 16              |       |
| 10  | 8  | Patrick Tambay        | McLaren - Ford       | 78     | + 2 Voltes      | 20              |       |
| 11  | 7  | John Watson           | McLaren - Ford       | 78     | + 2 Voltes      | 15              |       |
| 12  | 31 | Hector Rebaque        | Lotus - Ford         | 78     | + 2 Voltes      | 23              |       |
| 13  | 2  | Carlos Reutemann      | Lotus - Ford         | 77     | + 3 Voltes      | 13              |       |
| 14  | 29 | Riccardo Patrese      | Arrows - Ford        | 77     | + 3 Voltes      | 19              |       |
| 15  | 30 | Jochen Mass           | Arrows - Ford        | 75     | + 5 Voltes      | 22              |       |
| 16  | 18 | Elio de Angelis       | Shadow - Ford        | 75     | + 5 Voltes      | 24              |       |
| 17  | 35 | Bruno Giacomelli      | Alfa Romeo           | 75     | + 5 Voltes      | 17              |       |
| 18  | 17 | Jan Lammers           | Shadow - Ford        | 73     | + 7 Voltes      | 21              |       |
| Ret | 3  | Didier Pironi         | Tyrrell - Ford       | 71     | Suspensions     | 11              |       |
| Ret | 14 | Emerson Fittipaldi    | Fittipaldi - Ford    | 53     | Motor           | 18              |       |
| Ret | 6  | Nelson Piquet         | Brabham - Alfa Romeo | 52     | Accident        | 4               |       |
| Ret | 1  | Mario Andretti        | Lotus - Ford         | 51     | Frens           | 12              |       |
| Ret | 25 | Jacky Ickx            | Ligier - Ford        | 45     | Motor           | 14              |       |
| Ret | 5  | Niki Lauda            | Brabham - Alfa Romeo | 23     | Virolla         | 6               |       |
| NVS | 9  | Hans Joachim Stuck    | ATS - Ford           |        | Rodes           |                 |       |
| NVQ | 22 | Patrick Gaillard      | Ensign - Ford        |        |                 |                 |       |
| NVQ | 24 | Arturo Merzario       | Merzario - Ford      |        |                 |                 |       |

## Altres
- Pole: Jean-Pierre Jabouille 1' 07. 19

- Volta ràpida: René Arnoux 1' 09. 16 (a la volta 71)